# 中微子
、（即「微小電中性粒子」）又名幽靈粒子、鬼粒子（英語：ghost particle）是一种电中性的基本粒子，自旋量子數為½，以希腊字母ν标记。现在已经有证据表明其具有质量。但其质量即使相比于其他亚原子粒子也是非常微小的。它可能是现在唯一一种已探测到的暗物质，是一种热暗物质。
中微子与电子、μ子以及τ子同属轻子，有三种“味”：电中微子（
ν
e）、μ中微子（
ν
μ）以及τ中微子（
ν
τ）。每种味的中微子都相应存在一种同样电中性且自旋量子數為½的反中微子。在标准模型中，中微子的产生过程遵循轻子数守恒定律。
由于中微子是电中性的，同时还是一种轻子，因此不参与强相互作用以及电磁相互作用，而只参与引力相互作用以及弱相互作用。
由于弱相互作用距离非常短，而引力相互作用在亚原子尺度下又是十分微弱的，因而中微子在穿过一般物质时不会受到太多阻碍，且难以检测。
中微子可以通过放射性衰变以及核反应等多种方式产生。由于太阳内部时时刻刻都在发生着核反应，而超新星产生等过程也会伴随着剧烈的核反应，因而在宇宙射线中可以检测到中微子的存在。地球附近所检测到的中微子大多来源于太阳。事实上，地球面向太阳的区域每秒钟在每平方厘米上都会穿过大约650亿个来自太阳的中微子。
人们现在认识到中微子在飞行过程中会在不同味间振荡，比如β衰变中产生的电中微子可能在检测时会变为μ中微子或τ中微子。这一现象表明中微子具有质量，且不同味的中微子的质量也是不同的。依据现在宇宙学探测的数据，三种味的中微子质量之和小于电子质量的百万分之一。

## 历史

### 泡利的假设
1930年，奥地利物理学家沃尔夫冈·泡利为了解释β衰变中能量、动量以及自旋角动量守恒而提出了中微子假说。与尼尔斯·玻尔从统计角度上给出的解释不同，他认为在衰变过程中伴随着电子，还会产生一种当时尚未发现的一种电中性的粒子。他当时将这种粒子称为“中子”。玻尔非常反对这种解释并且准备承认β衰变中能量、动量以及自旋角动量并不守恒。
1932年，詹姆斯·查德威克发现了一种具有较大质量的核子，并也将其命名为中子。这让这两种性质殊异的粒子具有了相同的名字。这种情形让鲍利不得不重新为他所构想的粒子命名。“中微子”这个术语是经由恩里科·费米和鲍利本人在1932年7月于巴黎举行的一次会议以及1933年10月举行的索尔维会议上提出的倡议而被国际科学界接受的。这一术语最初是由爱德华多·阿马尔迪在一次与费米的对话中半开玩笑式地引入的。
然而，直到1933年仍没有足够证据辩驳玻尔的β衰变并不遵循能量守恒的想法。在这一年的索尔维会议上，鲍利表示，如果β衰变的能谱具有明确的上限，則能量守恆；如果β衰变中能量不守恒的话，这一上限不可能存在。对于这一现象的较为自然的解释就是一种新的粒子会在这一上限内获得不定量的能量，将剩下的能量留给其他粒子。鲍利建議，物理學者應該仔細檢試β衰变的能谱是否具有明确的上限。在會議上發佈的結果是，β衰变的能谱的確具有明确的上限。鲍利据此向參會者鄭重宣佈，“中微子”确实存在。:21
依据费米对于β衰变的解释，查德威克所发现的较大的中性粒子会衰变为一个质子、一个电子以及一个较小的中性粒子（现在依据它的“味”将其称为反电子中微子）：

n0
 → 
p+
 + 
e−
 + 
ν
e
费米在其1934年发表的一篇论文中统合了鲍利提出的中微子假说，保罗·狄拉克提出的正电子理论以及维尔纳·海森堡提出的中子–质子模型，并为将来的粒子物理相关实验提出了坚实的理论基础。然而《自然》杂志拒绝登载费米的论文，给出的理由为费米的理论“与现实相差太远”。这篇论文最后发表在一部意大利语的期刊上。费米被這事件搞得心灰意冷，因此转投实验物理学的相关工作。:24但是，費米的理論並沒有被學術界忽略，自此，玻尔不再堅持β衰變違反能量守恆，實驗檢試中微子的大門也被開啟。:25

### 实验观测

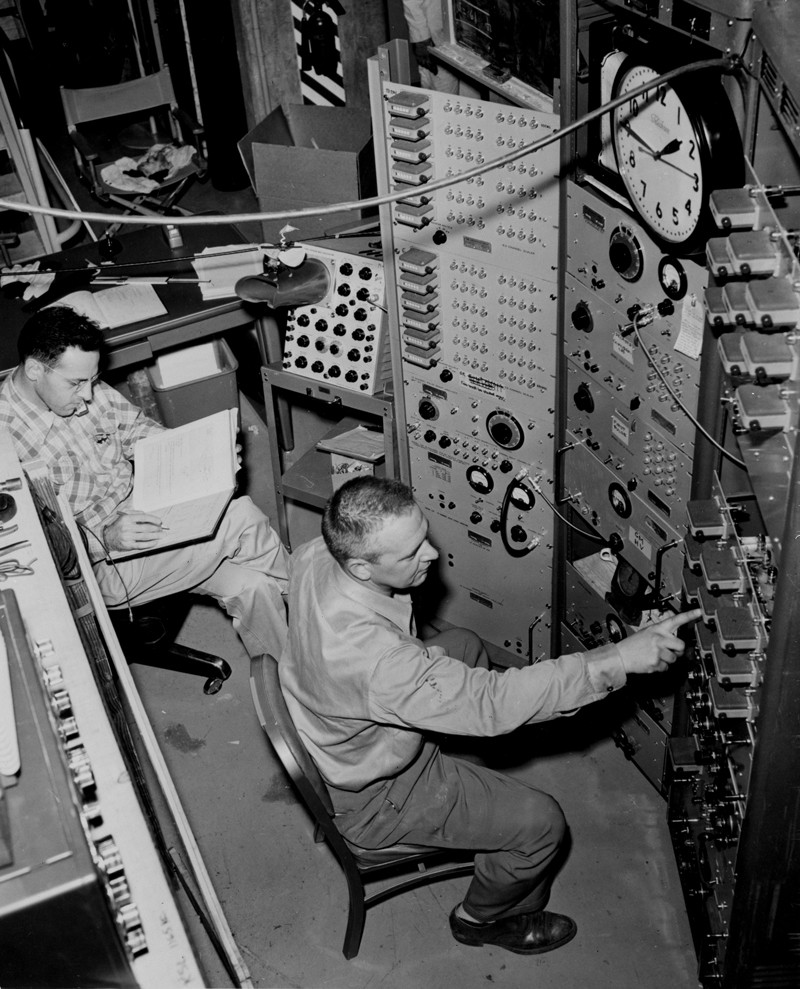
1956年左右正在进行中微子相关实验的克莱德·科温

1942年，王淦昌首次提出利用电子俘获来在实验中观测中微子。在1956年7月20日发行的《科学》杂志中，克莱德·科温、弗雷德里克·莱因斯等人发表了他们对于中微子的观测结果。。而在这一结果发表近40年后，莱因斯才因为发现中微子而获得了1995年的诺贝尔物理学奖。
在他们所进行的实验中，他们将从核反应堆中产生的反中微子与质子进行反应以产生中子与正电子：

ν
e + 
p+
 → 
n0
 + 
e+

正电子会立即与电子发生湮灭。然后他们通过检测这两个过程中所产生的伽马射线并利用一个质量适当的原子核俘获中子来观测是否有反中微子参与反应。
由科温和莱因斯发现的反中微子是电中微子的反粒子。1962年，利昂·莱德曼、梅尔文·施瓦茨和杰克·施泰因贝格尔发现除了电中微子外还存在一种中微子，μ中微子。三人因这一发现而分享了1988年的诺贝尔物理学奖。当第三种轻子，τ子，1995年在斯坦福直线加速器中心被发现后，依照理论相应地会存在第三种中微子，τ中微子。在类似于β衰变的τ衰变中，人们观察到了能量和动量的损失，借此证实了τ中微子的存在。而对于τ中微子的首次观测结果是在2000年夏季费米实验室的DONUT协作项目中发表的。人们已经在此前大型正负电子对撞机得到的实验数据与理论吻合后推测其确实存在。

### 后续进展
根据粒子物理标准模型，中微子静质量为零，且它的味不会发生变化。然而，如果它具有质量的话，那么中微子还会发生味间的振荡，也就是中微子振荡。对于中微子振荡的研究始于1957年布鲁诺·庞蒂科夫类比于K介子振荡对其进行的理论预言。在随后的10年中，他发表了对其的数学表述及对真空振荡的现代表述。
1968年，美國物理學家雷蒙德·戴維斯等人在美國南達科他州的霍姆斯特克（Homestake）地下金礦中建造了一個大型微中子探測器。他们發現來自太陽的中微子数仅为标准太阳模型预测数量的三分之一至二分之一。这一差异就是后来近三十年未得到解决的太阳中微子问题。这一问题直到中微子振荡被后续的一系列实验观测到后才得到解决。
1982年，日本物理学家小柴昌俊在一个深达1000米的废弃砷矿中领导建造了神冈探测器。这一探测器最初是用来探测质子衰变，也可以利用中微子在水中产生的切连科夫辐射来探测中微子。
1985年，斯坦尼斯拉夫·米赫耶夫和阿列克谢·斯米尔诺夫在林肯·沃尔芬斯坦在1978年的工作基础上提出了中微子振荡会随着其在物质中传播的过程中发生变化，也就是米赫耶夫–斯米尔诺夫–沃尔芬斯坦效应（简称MSW效应）。这一现象对于探测来源于太阳核心的中微子非常重要。
1987年2月，在银河系的邻近星系大麦哲伦云中发生了超新星1987A的爆发。日本的神冈探测器和美国的霍姆斯特克探测器几乎同时接收到了来自超新星1987A的19个中微子，这是人类首次探测到来自太阳系以外的中微子，在中微子天文学的历史上具有划时代的意义。平均而言，超新星爆发会产生约1057个中微子。
1998年6月5日，日本超級神岡探測器的科學家們宣佈找到了微中子振盪的證據，然而這個實驗只能測出不同「味」的微中子質量之差，尚不能測得其絕對質量。2001年，加拿大女王大学物理学家阿瑟·麦克唐纳的研究小组在薩德伯里微中子觀測站探測到了太陽發出的全部三種微中子，證實了太陽微中子在達到地球途中發生了相互轉換，三種微中子的總流量與標準太陽模型的預言相符合，基本上解决了太陽微中子问题。后续的一系列实验也证实了中微子振荡确实存在，比如KamLAND以及MINOS。KamLAND确定了太阳中微子问题中的中微子的味的变换机制，MINOS确认了大气层中中微子的振荡。
2002年，美国科学家雷蒙德·戴维斯和日本科学家小柴昌俊因为“在天体物理学领域做出的先驱性贡献”获得了诺贝尔物理学奖。2015年，阿瑟·麦克唐纳和東京大学宇宙線研究所教授梶田隆章因觀測到大气中微子的震盪現象获得了诺贝尔物理学奖。

## 性質
中微子的自旋量子数为½，因而它是一种费米子。中微子通常通过弱相互作用发生反应。中微子振荡的发现表明其具有质量。这意味着它还具有一个大小在10−19 μB量级的磁矩。这令中微子也有可能参与电磁相互作用。由吴健雄完成的一项实验表明中微子都是左手性的。
在自然界的辐射背景下，检测中微子的相互作用是非常困难的。由于这个原因，在早期实验中，实验者为了便于检测通常会选择一个特别的反应方式：反中微子与水分子中一个氢核的反应。一个氢核就是一个质子，所以同时发生在重核中的核反应可以不用在检测过程中进行考量。然而在核反应堆外的水里，只有相当小比例的这种反应能被记录下来。这种装置现在仍被用来检测反应堆内钚产生速率。

### 米赫耶夫–斯米尔诺夫–沃尔芬斯坦效应
当中微子穿透物质时，其振荡概率会受到米赫耶夫–斯米尔诺夫–沃尔芬斯坦（简写为“MSW”）效应影响。电中微子参与的弱相互作用与μ中微子以及τ中微子参与的并不相同。MSW效应正是源于这一点。这一效应的强弱取决于电子密度以及中微子的能量，并会受到相当大的共振增益。

### 核反应
中微子可以与原子核发生反应，产生一种新的原子核。放射化学中微子探测器就是依靠这一过程工作的。估算一个原子核发生这种反应的概率需要考虑它的能级以及自旋态。通常发生这一反应的概率会随着原子核中中子和质子的数量的增加而变大。薩德伯里微中子觀測站利用重水探测器发现了中微子与氘核的反应。
与中子类似，中微子也可以诱发重核的裂变。但到目前为止，这一反应仍没有在实验室中观测到。但人们预测在恒星以及超新星中会发生这种反应。这一过程会影响宇宙中同位素的丰度。

### 种类
| 费米子     | 标识   |
| 第一代     | 第一代 |
| ---------- | ------ |
| 电中微子   | ν e    |
| 反电中微子 | ν e    |
| 第二代     |        |
| μ中微子    | ν μ    |
| 反μ中微子  | ν μ    |
| 第三代     |        |
| τ中微子    | ν τ    |
| 反τ中微子  | ν τ    |

现在已知有三种味的中微子：电中微子（
ν
e）、μ中微子（
ν
μ）以及τ中微子（
ν
τ）。它们是以在标准模型中对应的轻子 命名的。现有对于中微子种类数最好的测定结果来源于对Z玻色子衰变的观测。这种粒子衰变会产生各种类型的轻中微子及它们对应的反中微子。而产生的轻中微子种类越多，Z玻色子寿命对应也就越短。现在对于Z玻色子寿命的测定表明轻中微子有3种。物理学家通过标准模型中6种夸克与6种轻子的对应关系推测实际上可能只有三种中微子，但尚未找到确切的证据。
人们通过来自液体闪烁器中微子探测器推测可能会存在另外一种不会参与弱相互作用但可以通过中微子振荡产生的中微子，惰性中微子。这种中微子存在与否并不能通过观测Z玻色子衰变确定。但现在仍在进行的MiniBooNE实验的中途结果表明这种中微子可能并不存在，但这一领域进行的最新的研究以及MiniBooNE实验的一些异常数据仍然表明包括惰性中微子在内的新的种类的中微子仍有可能存在。一项由劳厄—郎之万研究所完成的对于电子能谱的分析也表明惰性中微子可能存在。
由威尔金森微波各向异性探测器得到的对于宇宙微波背景辐射的观测数据同时兼容于三种或四种中微子的情况。相关实验人员仍在尝试消除这一不确定性。

### 反中微子
反中微子是中微子的反粒子。它与中微子一样是电中性的。它可以在原子核发生β衰变时伴随着质子与电子一起产生。它的自旋量子数是½。实验观测到反中微子是右手性的。反中微子与中微子一样只能通过万有引力以及弱力与其他物质发生相互作用。这令它们非常难以观测。中微子振荡实验表明反中微子具有质量。β衰变表明它的质量非常微小。中微子光理论预测中微子与反中微子湮灭会产生一个复合光子。
由于反中微子与中微子都是电中性的，因而它们有可能是同一种粒子。反粒子是其本身的粒子被称作马约拉纳费米子。如果这一点成立的话，那么中微子与反中微子只能通过手征性加以区别。如果中微子确实是马约拉纳费米子的话，那么一系列违反轻子数守恒的过程是有可能发生的。物理学家已经进行了一些寻找这些过程的实验，比如无中微子双β衰变的寻找。
全世界的研究者已经做了一些考察利用反中微子检测核反应以控制核武器扩散的可能性的研究。
反中微子是在其与水中质子发生相互作用过程中被首次探测到的。核反应堆旁常设置水缸作为可控的反中微子源。只有反電中微子能发生格拉肖共振。中微子、反緲中微子與反濤中微子都不能发生这种现象。

### 中微子振荡
中微子在产生以及探测时具有明确的味。但在其传播过程中，它可能会发生味间的振荡，比如在某个地方产生的电中微子在另一个地方被探测到时就可能会变为μ中微子或τ中微子。这是由于中微子味的本征态比它质量的本征态复杂。20世纪60年代末，物理学家发现实验探测到的太阳中微子数与利用太阳标准模型预测的结果存在差异。物理学家也是通过这一现象首次在实际情况中接触到这一量子效应。依据标准模型，中微子振荡的存在意味着味不同的中微子的质量也存在差异。这是由于在某一时间点，中微子的味所可能处于的本征态数与不同本征态的中微子的质量平方的差异密切相关。但中微子在质量为零的情况下仍有可能发生振荡。如果中微子并不严格遵循洛伦兹共变性，那么它就可以进行非洛伦兹振荡。
由于反中微子与中微子可能是同一种粒子，它们有可能通过改变自旋方向就可以完成彼此间的转化。这一变化要求中微子及反中微子质量非零，传播速度低于光速。因为这一变化只有在存在速度高于粒子速度的惯性系时才能发生。这是由于如果中微子与反中微子是同一粒子的话，那么此变化本质上就是参考系的变换：粒子在速度较其快的参考系与速度较其慢的参考系中自旋方向是不同的。:137-139
2013年7月19日，在欧洲物理学会举办的高能物理会议上，相关研究者宣读了T2K实验的实验结果，确认中微子振荡确实存在。

### 质量
依据粒子物理的标准模型，中微子静质量为零。然而类似于顶类型和底类型夸克间的混合，從實驗中獲得的中微子振荡現象，其每一種味態都可由幾種質量本徵態混合形成，因此要求中微子质量非零。中微子具有质量这一想法源于20世纪50年代布魯諾·龐蒂科夫对于中微子振荡的理论研究。為了將質量納入考量，可以通过添加一項右手性拉格朗日量的方式直接在基礎框架上加以改善。有兩種方法可以完成這目標。假如中微子如同其它基礎標準模型粒子，其質量是通過狄拉克機制生成，則需要一個SU(2)單態，除了與希格斯雙重態中性成分的湯川耦合以外，這粒子不會參與任何標準模型相互作用，因此稱为惰性中微子。假如質量可以通過馬約拉納機制生成，則中微子與反中微子会成为同一種粒子。:37-38
对于中微子质量上限最强的理论预测来源于物理宇宙学。大爆炸模型理论预测了宇宙微波背景辐射中，中微子和光子数量之比是固定的。如果三种中微子一起计算，每个中微子的平均能量如果超过50 eV的话，那么宇宙就会发生坍缩。如果中微子是不稳定的，那么这一限度可能并不存在。囿于标准模型，这一点很难成立。而对于宇宙微波背景辐射、红移巡天以及莱曼α森林等宇宙学数据的分析给出了一个更为严格约束：三种中微子质量之和不大于0.3 eV。
1998年，超级神冈探测器的研究结果证实了中微子的味可以发生振荡，并进一步得出中微子质量非零。但中微子的质量大小并没有被测定。这是因为中微子振荡只与不同质量本征态的质量的平方差有关。2005年，KamLAND实验组提交了目前最好的1、2质量本征态间质量平方差的测定结果：Δm2
21 = 0.000079 eV2。2006年，MINOS实验组观测了高能μ中微子束的振荡情况，他们测定了2、3质量本征态间的质量平方差的绝对值：|Δm2
32| = 0.0027 eV2。这一结果与之前由超级神冈探测器得到的结果吻合。由于|Δm2
32|是两本征态间质量平方之差，因而它们其中一个的值不会小于这个值的平方根。也就是说，至少会有一种中微子的质量本征值不会小于0.04 eV。
2009年，通过分析觀測引力透鏡得到的數據，天文學者預測中微子質量大約為1.5 eV。這麼令人驚愕的高數值意味著三種中微子質量大約相等，而中微子振盪的質量差在meV數位級。這中微子質量處於反電子中微子的美茵茨-特羅伊茨克上限（Mainz-Troitsk upper bound）2.2 eV之內。卡尔斯鲁厄氚中微子实验（KATRIN）于2015年會在0.2 eV與2 eV質量區間尋找中微子。
KATRIN、MARE等实验组已经就直接测定中微子的质量进行了一些研究。他们是利用原子核的β衰变进行研究的。
2010年5月31日，OPERA实验参与者在μ中微子束中观测到的τ中微子。这也是中微子间的变化首次在实验中被观测到，为它们具有质量这一点进一步提供了实验依据。
2010年7月，3-D MegaZ DR7星系研究组报告他们测定三种中微子的质量之和上限为0.28 eV。2013年3月，参与普朗克合作计划的实验者将这一上限值降为0.23 eV。但2014年2月，基于普朗克卫星对于宇宙微波背景辐射的细致测定结果与来源于其他现象的理论预测之间的差异，他们又给出了0.320 ± 0.081 eV的估计值。他们在其中考量了中微子在质量非零的情况下对于弱引力透镜的影响。
如果中微子是一种马约拉纳费米子的话，那么它的质量可以通过发生不产生中微子的双β衰变的原子核的半衰期进行测算。KamLAND-Zen研究组2015年通过这一方式给出中微子质量的最低的上限在0.12 eV至0.25 eV之间。
梶田隆章与阿瑟·麦克唐纳因在实验中发现了中微子振荡，从而证实中微子质量非零而获得了2015年的诺贝尔物理学奖。

### 速度
在「中微子振荡」這個概念出現以前，根據依狹義相對論而建立的微中子標準模型，微中子的質量應為零，並應該以光速运动。然而，由于中微子振荡被实验证实，「微中子的質量是零」这一假设并不成立，有人因此亦开始質疑微中子是否能夠以光速行進。
而量子引力中的一些反洛伦兹变换允许超光速的中微子存在。其中的标准模型扩充就是描述反洛伦兹变换现象的较为周详的理论框架。
科學家對于微中子速度的測定始于20世纪80年代早期。當時的科學家利用脈衝π介子束來測量微中子的速度。帶電的π介子衰變會產生μ子及微中子。科学家通过远处的探测器观测一个时间窗口内中微子的相互作用，发现它的运动速度趋近于光速。2007年，MINOS实验组利用相同的方法重新进行测定，发现在置信度为99%时，能量为3 GeV的微中子的速度在 0.999976 c与1.000126 c之间。这一区间的中值1.000051 c要大于光速，但实际速度可能仍与光速相等，或略小于光速。同时在此次实验中，实验组设定置信度为99%时的μ中微子质量上限为50 MeV。在探测器2012年升级后，MINOS实验组修正了他们的初始结果，发现中微子速度与光速几乎相等。中微子到达时间与光子到达时间相差-0.0006% (±0.0012%)。
相关研究人员对超新星SN 1987A进行类似的观测。在其爆发時，世界各地有三台微中子探測器各自探測到5到11個微中子。這些中微子是在SN 1987A爆發产生的光子到达地球之前3小時被探測到的。對於這個現象，當時科學家做出了这样的解释：由于微中子的高穿透性，在超新星爆發時，它会比可見光更早逸出附近区域。而并非是由于它的速度比光速快。相关研究人员在一个时间窗口内探测来自超新星能量为10 MeV的反中微子时，发现它们的速度趋近于光速。
2011年9月，OPERA实验组通过计算发现他们实验中探测的能量为17 GeV和28 GeV的中微子的速度超过了光速。為此，合作進行實驗的歐洲粒子物理研究機構特地舉辦了一場網路發表會。2011年11月，OPERA对实验方法进行调整以测定单个中微子的速度，然后重新进行实验，仍然发现超光速的中微子。然而2012年2月，CERN提交发现这一异常的结果可能是由安装在测量中微子离开和返回时间的原子钟上的一个光纤发生松动所致。同时，另一个与GPS信号同步的振荡器故障也可能导致实验中对于中微子的飞行时间测定结果偏低。为此，相关研究人员宣布会在同年5月重新进行试验进行检测。2012年3月，ICARUS实验组宣布他们通过进行的独立实验发现中微子的速度与光速并不存在明显差别。同年6月，CERN宣布由格兰萨索实验室四个实验组合作进行的实验发现中微子速度与光速一致，最终否定了前一年OPERA实验组的异常结果。

### 尺寸
在标准模型中，中微子被视为一个点。其有效尺寸可以通过电弱作用的截面进行定义。其平均的电弱特征尺寸为r2 = n × 10−33 cm2（n × 1 nb）。其中，对于电中微子，n = 3.2；对于μ中微子，n = 1.7；对于τ中微子，n = 1.0；其只与质量有关。其可以理解为只与散射概率有关。由于中微子并不参与电磁相互作用，并常以量子力学中波函数的形式表征，因而它的尺寸的概念并不能像日常事物的尺寸那样去描述。而且还需要考虑到，中微子在产生时常具有相当高的能量，会以近似光速的速度运动。而中微子是一种费米子，遵循泡利不相容原理。也就是说如果密度增大的话，那么动量大的中微子会增多。

### 手征性
实验表明在误差范围内，中微子遵循左手螺旋法则的，反中微子反之。如果它们的质量为零的话，那么这会是它们唯一能表现出的手征性。这也是标准模型中唯一被考虑到的手征性。反之，它们的性质会与现在实验观测结果大相径庭。它们或者会质量会变得非常大，或者不能参与弱相互作用，成为惰性中微子。
但中微子质量不为零这一点会令情况变得复杂。中微子的手征性在中微子自弱相互作用中产生时会处于其本征态。对于有质量的粒子而言，其手征性并不守恒，但其遵循的螺旋法则却是守恒的。然而手征性算子并不与螺旋法则算子有同一个本征态。自由的中微子在传播过程中会处于左旋态与右旋态的叠加态。叠加的幅值与mν/E近似。这一点在实验中未必能观测到，因为实验中所能探测到的中微子都是处于极端相对论情况的，叠加的幅值因而会变得极其微小。比如，太阳中微子的能量大多处于100 keV至1 MeV量级之间，其中遵循不同螺旋法则的中微子所占比例不会超过10−10。

### 人工反应

#### 核反应堆
核反应堆是人工生成中微子的主要来源。裂变产物中富有中子的子核会发生β衰变从而产生反中微子。反中微子流通常来源于以下四种同位素：235
U
、238
U
、239
Pu
以及241
Pu
。平均而言，单次裂变反应会释放近200 MeV的能量，其中的近4.5%，也就是约9 MeV的能量会通过反中微子放射出来。比如说，对于一个一般规模的核心热功率大约为4000 MW、产生电功率为1300 MW的反应堆而言，实际由裂变产生的能量功率为4185 MW。这之间相差的185 MW会随着反中微子放射出反应堆。由于反中微子的高穿透性，这些能量可以视作完全耗损掉而没有转化为推动涡轮的热能。
反中微子的能谱情况取决核原料的种类。但总体而言，裂变产生的可探测的反中微子峰值能量在3.5 MeV到4 MeV之间，能量的最大值约为10 MeV。现在仍没有成熟的测定低能反中微子通量的实验方法。现在只能测定能量高于1.8 MeV的反中微子。大约只有3%的核反应堆产生的反中微子的能量能高于这一阈值。对于一个一般规模的核电站，其每秒能产生超过1020个能量高于这个阈值的反中微子，但同时还有其30多倍的反中微子不能通过目前的探测技术进行探测。

#### 加速器
一些粒子加速器也被用于产生中微子束。通常使用的方法是用质子撞击某个目标，产生带电的π介子和K介子。这些不稳定的粒子在利用磁场聚焦后进入一个长隧道，并在传播过程中发生衰变。由于相对论效应，在衰变过程中产生的中微子会形成具有一定运动方向的中微子束。相关研究人员正在建设利用μ子衰变产生中微子的加速器。这种设备被称为中微子发生器。

#### 核弹
核弹也会产生大量的中微子。弗雷德里克·莱因斯与克莱德·科温认为来自探测核弹产生的中微子可能要比他们采用的探测方式容易一些。当时主持洛斯阿拉莫斯国家实验室物理方面工作的J.M.B.凯洛格则推荐他们以裂变反应堆作为反中微子源。基于裂变的原子弹在发生链式裂变反应时会产生大量的反中微子。基于聚变的氢弹既会产生中微子也会产生反中微子。

### 地球内部
中微子是自然背景辐射的一部分。238
U
与232
Th
发生的链式裂变以及40
K
发生的β衰变都会放出反中微子。由此产生的地中微子提供了珍贵的地球内部的信息。KamLAND2005年首次探测到地中微子。这一探测器最初用来测定自反应堆释出的反中微子。由于其任务调整为进一步探测地中微子，其需要远离反应堆，以避免来自反应堆的干扰。

依据标准太阳模型，太阳内部会发生的质子-质子链反应。中微子可以经由这一过程产生。

### 大气层
地球大气层中的中微子来源于宇宙射线与其中的原子核之间发生相互作用后产生的大量不稳定粒子。这些粒子衰变会产生中微子。在一项由塔塔基础科学研究所、大阪市立大学以及杜伦大学联合进行的研究中，研究人员记录了在位于科拉尔金矿的地下实验室中发现的来源于宇宙射线的中微子。

### 太阳
太阳的运行情况可以利用标准太阳模型进行解释。太阳中微子主要来源于其内部发生的核聚变，质子﹣质子链反应。太阳放出的中微子数量非常庞大。地球面向太阳的区域每秒钟在每平方厘米上都会穿过大约650亿个来自太阳的中微子。由于中微子几乎不会被地球吸收，因而在同一时刻也会有几乎相同数目的中微子穿过地球的另一面。

### 超新星
1966年，科尔盖特和怀特

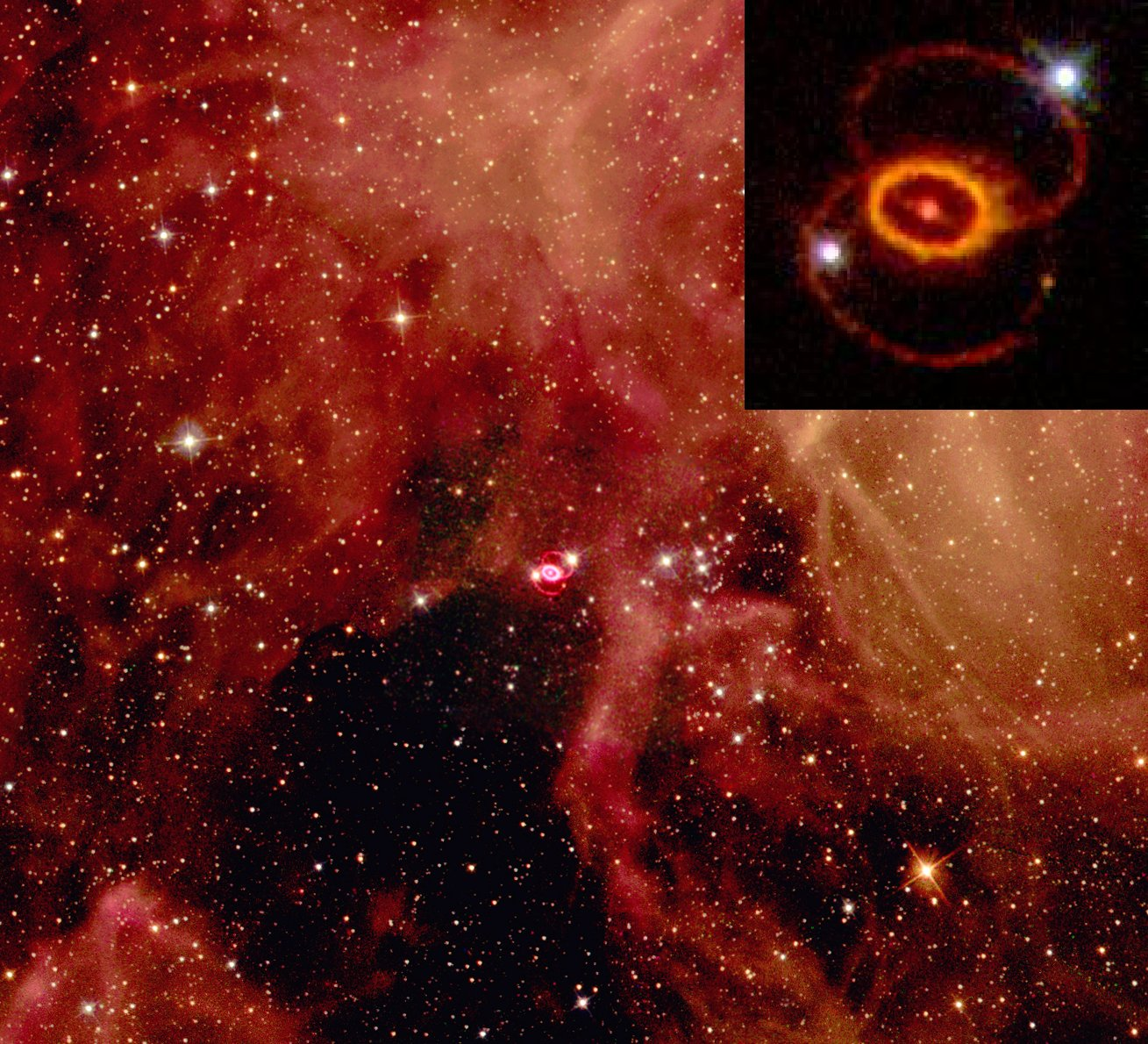
超新星SN 1987A

通过计算得到在一些质量较大的恒星坍缩时所产生的中微子会携带走绝大多数的引力能。现在这种现象被归类为Ib型、Ic型以及II型超新星。当这些恒星坍缩时，核心区域的物质密度能够达到1017 kg/m3以至于电子简并压力不足以避免质子和电子合并生成中子和电中微子。另外一个也是更为重要的中微子来源是新的温度高达1011 K的中子核形成过程中释出的各种中微子—反中微子对。
1987年，科尔盖特与怀特的超新星中微子理论在探测到超新星SN 1987A后被验证。以水作为探测介质的Kamiokande II探测器以及IMB探测器分别自那里探测到了11个和8个来源于热过程的反中微子，而使用闪烁计数器的巴克三探测器探测到了分别来自热过程以及电子俘获过程的5个中微子。这是在一个持续时间小于13秒的脉冲中探测到的。自超新星来的中微子信号要比首个电磁辐射信号早了数个小时到达地球。这一点来源于中微子相对于光子能更为容易地穿过发生爆炸的恒星周围发生激烈扰动的物质。
由于中微子与物质间的相互作用十分微弱，科学家认为超新星中微子能携带爆炸最核心区域的信息。多数来源于冲击波中放射性衰变的可见光以及爆炸本身产生的光会被这一区域周围的稠密而又充满扰动的气体散射从而发生迟滞。中微子脉冲会比可见光、γ射线以及无线电波等电磁信号更早到达地球。具体迟滞的时间取决于冲击波的速度以及星体外部物质的稠密程度。对于II型超新星，天文学家预测在星体核心坍缩数秒后会有大量的中微子释出。首个电磁信号则会在数小时后才会出现。这是由于爆炸冲击波需要一定的时间才能到星体的表面。超新星早期预警系统就是利用中微子探测器网络监视空中可能发生的超新星。中微子信号可以提供银河系内可能发生的星体爆炸的有效的预警信号。
中微子在通过超新星外部气体时尽管不会收到其太多散射，但还是能在携带超新星最为核心区域的信息同时也能携带一些那里的信息。尽管它在从那里传播到地球的过程中会受到相当大的散射。一种类型的超新星核心区域的密度与中子星相当，足以令一些中微子的运动受到一定的阻碍从而影响中微子信号的持续时间。来自SN 1987A的中微子信号达到了13秒。这要比假设中微子可以不受到阻碍穿过直径只有32公里SN 1987A的核心区域的时间要长得多。中微子的数量与之前预计的总的中微子能量2.2 x 1046 J吻合。这占到了超新星产生能量的绝大多数。

### 超新星遗迹
超新星中微子的能量能够达到10 MeV的量级。然而宇宙射线加速区域产生的中子星的能量能达到这个数值的100万倍。这些中微子是从超新星爆炸所遗留下的充满扰动的气体中产生的。这种气体被称为超新星遗迹。宇宙射线产生于超新星的假说是由沃尔特·巴德和弗里茨·兹威基提出，后经维塔利·拉扎列维奇·金兹堡等人修正为来源于超新星遗迹。它们认为如果超新星加速效率若只是目前的10%的话，那么银河系中宇宙射线缺失会被补偿。金兹堡等人以超新星遗迹中的“冲击波加速”机制论证他们提出的假说。这一机制兼容于恩里科·费米所提出的理论景象。尽管人们能观测到甚高能中微子，但对于它的研究仍然非常处于初步阶段。目前仍在进行的对于银河系中甚高能中微子的实验组包括Baikal、AMANDA、IceCube, ANTARES、NEMO以及Nestor。相关的特高能γ射线信息由VERITAS、HESS以及MAGIC等观测站提供的。宇宙射线间的碰撞在理论预测中会产生带电π介子。这种粒子衰变过程中会产生中微子以及中性π介子。中性π介子进一步衰变产生γ射线。中微子与γ射线可以在超新星遗迹中畅行无阻。
由超星系宇宙射线产生的更高能的中微子可以被皮埃尔·奥热观测站以及ANITA观测到。

### 大爆炸
物理學者猜想，正如大爆炸后所遗留的宇宙微波背景辐射那样，宇宙中还会存在中微子背景辐射:66-67。用來解釋宇宙中存在的暗物质，中微子比起其他暗物质可能的组成成分有一个重要优势：它已被探明确实存在:143-144。然而，这論述存在严重的问题。在粒子物理相关实验中，人们知道中微子质量非常的小。这意味着其可以以趋近于光速的速度移动。因此，由中微子组成的暗物质被冠以“热暗物质”这个术语。问题产生于其可以快速移动，中微子可能会在宇宙膨胀令其降温聚集成块前就已在其中均匀分布。这会导致由中微子组成的那部分暗物质被抹除，而不会参与生成人们所能看到的巨大星系。而这些星系及星系团似乎是被速度不足以从中逸出的暗物质围绕。 而根据理论预测，在星系的形成和演化过程中，暗物质是星系形成的引力核。这意味着中微子在暗物质中并不占太大的组分。:226-228
依据宇宙学的理论推定，中微子背景辐射的密度大致为每种中微子在每平方厘米中有56个。对应温度在中微子质量为零时为1.9 K（1.7×10−4 eV），如果中微子质量超过0.001 eV的话，则会更低。尽管这一密度相对较高，但由于其中中微子能量低于目前探测手段所能探测的阈值，尚没有观测站观测到它们。这与中微子极小的相互作用截面也有关系。与之形成对比的是，具有较高能量8
B
太阳中微子尽管密度较其低6个量级，但仍能被清晰地探测到。

## 探測
中微子并不能直接观测，因为它不能令周围的物质发生电离。反β衰变可以用于检测反中微子。科温和莱因斯就是利用这一反应发现反中微子的。利用这一反应进行探测需要体量非常大的探测器。现有的探测方法都需要中微子能量高于某一阈值。到目前为止，尚没有探测低能中微子的方法，这是由于还没有方法将中微子之间的相互作用，比如MSW效应，与其他反应区分开来。中微子探测器一般建于地下以隔绝来自宇宙射线和其他背景辐射的干扰。
反中微子是在20世纪50年代在核反应堆附近发现的。莱因斯和科温将两个盛有氯化镉溶液的靶放入水中，并在镉靶旁放置两个闪烁探测器。来自核反应堆的能量高于1.8 MeV的反中微子与水中的质子发生相互作用产生了正电子与中子。这与正β衰变非常类似。在正β衰变中，质子获能转化为中子，正电子（
e+
）以及电中微子（
ν
e）。
正β衰变反应式为：
能量 + 
p
 → 
n
 + 
e+
 + 
ν
e
科温和莱因斯所采用的反β衰变的反应式为：
能量（>1.8 MeV） + 
p
 + 
ν
e → 
n
 + 
e+

所产生的正电子会与电子在探测器中湮灭产生能量约为0.5 MeV的光子。光子对分别会被位于靶上下两侧的闪烁探测器探测到。中子会被镉核俘获产生具有约8 MeV能量的γ射线。这一射线会在湮灭产生的光子被探测到后几微秒内被探测到。
自那以后，又产生了多种探测方法。超级神冈探测器的主体是一个体量非常大的盛有高纯度的水的圆柱形容器。在其内壁安装有大量的光电倍增管，用以探测高速中微子在水中通过时产生的切连科夫辐射。这一反应会在水中产生电子和μ子。薩德伯里微中子觀測站使用的探测原理类似，但利用重水作为探测介质。中微子在其中会产生类似的效应。 但中微子还会与氘原子发生光解，产生一个中子。之后他们利用氯原子俘获这个中子，并探测产生的γ射线。巴克三等观测站所采用的探测器其中会盛放大量的氯或镓。研究人员通过定期检测其中氩原子或锗原子数量是否增加来探测中微子。MINOS使用耦合了光电倍增管的固体闪烁探测器进行探测。Borexino则采用液态偏三甲苯闪烁探测器进行探测，同时使用光倍增管进行检测。计划建设的NOνA则使用液态闪烁探测器，同时使用雪崩光電二極管进行检测。位于南极的IceCube中微子观测站则使用体积达到1 km3密布着光倍增管的冰层作为探测介质。

## 对于科学研究的助益
中微子质量极小且为电中性。这令它与其他粒子及场的相互作用都非常微弱。这一特性可以令其成为具有高穿透性的探针，以探测光、无线电波等其它形式辐射所不能探测的环境。将中微子作为探针的这一想法始于20世纪中叶。当时的科学家试图用它去探测太阳核心的情况。太阳核心并不能直接成像，因为其中的光等电磁辐射会被那里的高密度物质散射。而中微子在穿过太阳时不会受太多影响。太阳核心所发出的光子可能需要四万年的时间才能到太阳的外层，但在那里通过核聚变产生的中微子则可以趋近光速的速度穿行其间而不会受到太多阻碍。
中微子对于探测太阳系外的天体非常重要，因为它是目前已知的唯一一个在传播过程中不会发生较大衰减的粒子。光子在传播过程中会受到微尘、气体分子以及背景辐射的阻碍或散射。由快质子及原子核组成的高能宇宙射线囿于GZK极限不能传播超过100 Mpc的距离。中微子却可以传播更远的距离而几乎不会衰减。银河系的核心区域充满着稠密的气体与高亮度的星体。但在那里产生的中微子可以利用地面上的中微子探测器进行探测。
中微子对于超新星的观测也是十分重要的。超新星核心发生坍缩时，其内部密度以及能量都非常高。这会令除中微子以外的其他已知粒子都不能从中逃逸。而超新星近99%的辐射是以中微子短脉冲形式发出的。这些中微子对于探测核心区域的塌缩非常有用。
测定中微子的静质量对于宇宙学及天体物理学非常重要。中微子是探测宇宙现象其中一种非常重要的途径，是天体物理学研究者研究的重点之一。
中微子对于粒子物理学的发展非常重要。它的质量非常小，可以作为标准模型扩充中低能粒子理论的研究范例。
2012年11月，美国科学家通过粒子加速器将一个相干中微子信息传过了780英尺厚的岩石，首次实现利用中微子进行的通信。未来的研究可能实现在不受中途可能遇到的像地核那样高密度物质影响前提下，利用中微子远距离传输二进制信息。

## 中微子的輻射生物學
一般認爲，由於不參與強相互作用並反應截面極其微小，中微子對生物體几乎沒有影響，不會產生像中子、γ射綫等中性粒子那樣的輻射傷害。美國學者卡拉姆的研究表明，假定一次超新星爆发产生了1057个中微子，在距離超新星1秒差距（3.26光年）的地方，由中微子造成的輻射劑量只有0.5 nanoSieverts (nSv)。這個劑量只相當於人吃一根香蕉而獲得輻射劑量的五百分之一。因爲某種粒子的輻射劑量一般遵循平方反比律，越靠近超新星的地方，感受到的中微子輻射劑量也就越大。對人而言，輻射致死劑量大概是4 Sieverts。根據卡拉姆的計算，如果一個人距離超新星2.3天文單位（比太陽-火星距離稍遠），很有可能因中微子輻射致死。但是在這個距離，人體可能會在超新星强大的輻射中瞬間氣化；中微子帶來的輻射劑量絕非主要問題，甚至不是次要問題。

## 參看
- 中微子天文學
- 微中子觀測站
- 小柴昌俊
- 中微子通信

## 外部連結
- 微中子物理簡介（页面存档备份，存于）
- "What's a Neutrino?"（页面存档备份，存于）, Dave Casper（University of California, Irvine）
- Aspera European network portal
- www.astroparticle.org: all about astroparticle physics...
- Neutrino unbound（页面存档备份，存于）: On-line review and e-archive on Neutrino Physics and Astrophysics
- Nova: The Ghost Particle（页面存档备份，存于）: Documentary on US public television from WGBH
- SNEWS（页面存档备份，存于）: Using neutrino detectors to receive early warning of supernovae
- John Bahcall Website（页面存档备份，存于）
- Universe submerged in a sea of chilled neutrinos, New Scientist, 5 March 2008
- Neutrinos caught in the act, "R&D" July 24, 2009 By Tia Jones
- What's a neutrino?（页面存档备份，存于）
- Search for neutrinoless double beta decay with enriched 76Ge in Gran Sasso 1990–2003
- Particle chameleon caught in the act of changing（页面存档备份，存于）, CERN press release
- Neutrino 'ghost particle' sized up by astronomers BBC News 22 June 2010